# Prix Méliès
De Prix Méliès is een filmprijs voor de beste Franse film, toegekend door het Franse syndicaat van filmcritici. De prijs is genoemd naar Georges Méliès, de pionier van de Franse film.
Zij wordt jaarlijks toegekend sinds 1946.

## Winnaarslijst
- 1946 - La Bataille du rail van René Clément
- 1947 - Le silence est d'or van René Clair
- 1948 - Paris 1900 van Nicole Vedrès
- 1949 - Manon van Henri-Georges Clouzot
- 1950 - Rendez-vous de juillet van Jacques Becker
- 1951 - Journal d'un curé de campagne van Robert Bresson
- 1952 - Les Belles de nuit van René Clair
- 1953 - Le Salaire de la peur van Henri-Georges Clouzot
- 1954 - Le Rouge et le Noir van Claude Autant-Lara
- 1955 - Du rififi chez les hommes van Jules Dassin
- 1956 - Le Monde du silence van Jacques-Yves Cousteau en Les Grandes Manœuvres van René Clair
- 1957 - La traversée de Paris van Claude Autant-Lara en Un condamné à mort s'est échappé van Robert Bresson
- 1958 - Mon oncle van Jacques Tati
- 1959 - Hiroshima mon amour van Alain Resnais en Les Quatre Cents Coups van François Truffaut
- 1960 - Le Trou van Jacques Becker en À bout de souffle van Jean-Luc Godard
- 1961 - L'Année dernière à Marienbad van Alain Resnais
- 1962 - Le Procès van Orson Welles
- 1964 - Les Parapluies de Cherbourg van Jacques Demy
- 1965 - La Vieille Dame indigne van René Allio
- 1966 - La guerre est finie van Alain Resnais en  au hasard Balthazar van Robert Bresson
- 1967 - Belle de Jour van Luis Buñuel en Mouchette van Robert Bresson
- 1968 - Baisers volés van François Truffaut
- 1969 - Ma nuit chez Maud van Éric Rohmer
- 1970 - L'Enfant sauvage van François Truffaut
- 1971 - Le Genou de Claire van Éric Rohmer
- 1972 - Le Charme discret de la bourgeoisie van Luis Bunuel
- 1973 - La Nuit américaine van François Truffaut
- 1974 - Lacombe Lucien van Louis Malle
- 1975 - Que la fête commence van Bertrand Tavernier
- 1976 - L'Histoire d'Adèle H. van François Truffaut
- 1977 - Providence van Alain Resnais
- 1978 - Le Dossier 51 van Michel Deville
- 1979 - Perceval le Gallois van Éric Rohmer
- 1980 - Mon oncle d'Amérique van Alain Resnais
- 1981 - Coup de torchon van Bertrand Tavernier en Garde à vue van Claude Miller
- 1982 - Une chambre en ville van Jacques Demy
- 1983 - Pauline à la plage van Éric Rohmer
- 1984 - Les Nuits de la pleine lune van Éric Rohmer
- 1985 - Péril en la demeure van Michel Deville en Sans toit ni loi van Agnès Varda
- 1986 - Thérèse van Alain Cavalier
- 1987 - Au revoir les enfants van Louis Malle
- 1988 - La Petite Voleuse van Claude Miller
- 1989 - Monsieur Hire van Patrice Leconte
- 1990 - La Discrète van Christian Vincent
- 1991 - La Belle Noiseuse van Jacques Rivette
- 1992 - Un cœur en hiver van Claude Sautet
- 1993 - Smoking / No Smoking van Alain Resnais
- 1994 - Trois couleurs: Rouge van Krzysztof Kieślowski
- 1995 - Nelly et Monsieur Arnaud van Claude Sautet
- 1996 - Capitaine Conan van Bertrand Tavernier
- 1997 - On connaît la chanson van Alain Resnais
- 1998 - La Vie rêvée des anges van Érick Zonca
- 1999 - La Maladie de Sachs van Michel Deville
- 2000 - Les Glaneurs et la Glaneuse van Agnès Varda
- 2001 - Le Fabuleux Destin d'Amélie Poulain van Jean-Pierre Jeunet
- 2002 - Être et avoir van Nicolas Philibert
- 2003 - de trilogie Un couple épatant, Après la vie en Cavale van Lucas Belvaux
- 2004 - Rois et Reine van Arnaud Desplechin
- 2005 - De battre mon cœur s'est arrêté van Jacques Audiard
- 2006 - Cœurs van Alain Resnais
- 2007 - La Graine et le Mulet van Abdellatif Kechiche
- 2008 - Les Plages d'Agnès van Agnès Varda
- 2009 - Un Prophète van Jacques Audiard
- 2010 - Des hommes et des dieux van Xavier Beauvois
- 2011 - L'exercice de l'État van Pierre Schöller
- 2012 - Amour van Michael Haneke